# Передняя Элиста
Передняя Элиста́ (калм. Өмнк Элстә — южная песчаная) — пересыхающая река в Кетченеровском районе Калмыкии. Правый приток реки Элиста. На реке расположен посёлок Шин-Мер. Длина реки — 13 км (по другим данным — 21,9), площадь водосборного бассейна — 52 км².
Относится к Западно-Каспийскому бассейновому округу

## Физико-географическая характеристика
Река берёт начало в пределах Ергенинской возвышенности, в балке Передняя Элиста. Основное направление течения — с запада на восток. Согласно государственному водному реестру Передняя Элиста впадает в реку Элиста на 25 км (от устья) по правому берегу.
Тип водного режима характеризуется по питанию как почти исключительно снеговое, по распределению стока по сезонам — почти исключительно весна. Вследствие значительного испарения основная роль в формировании стока принадлежит осадкам, выпадающим в холодную часть года. Роль дождевого питания невелика. Среднегодовой расход воды — 0,14 м³/с. Объём годового стока — 4,31 млн м³.
Замерзает в конце ноября — первой половине декабря, вскрывается в марте.
По степени минерализации вода реки оценивается как слабо солоноватая. Минерализация воды — 1,3 г/л, мутность — 119 мг/л. Воды реки непригодны для хозяйственно-питьевого, бытового и рекреационного использования. Использование в промышленных целях возможно только после очистки, использование для орошения затруднительно.

## Источник
- Атлас Республики Калмыкия, ФГУП «Северо-Кавказское аэрогеодезическое предприятие», Пятигорск, 2010 г., стр. 55